# Mina Concepción
La Mina Concepción es un yacimiento minero español situado dentro del término municipal de Almonaster la Real, en la provincia de Huelva. La explotación ha estado activa en varias ocasiones durante la Antigüedad y la Edad Contemporánea, si bien a día de hoy el yacimiento se encuentra inactivo. Como resultado de las labores mineras se ha formado una «corta» de grandes dimensiones, con una longitud de 430 metros y una anchura de 150 metros.

## Historia
Al igual que en otros yacimientos de la Faja pirítica ibérica, hay constancia de que en época romana se realizaron labores mineras en Mina Concepción. Los estudios contemporáneos de los escoriales romanos de la zona han indicado que el cobre fue el metal de mayor producción en este período.
En 1853 se puso en marcha la explotación minera de la zona, inicialmente mediante galerías subterráneas y, con posterioridad, a cielo abierto ―alcanzando una profundidad de 13 metros―. Inicialmente la mina estuvo bajo control de varios propietarios españoles, pasando a manos de un consorcio británico a finales del siglo XIX. Las instalaciones mineras llegaron a estar enlazadas con el ferrocarril de Buitrón a través de un ramal de vía estrecha que entró en servicio en 1906. En diciembre de 1906 la británica United Alkali Company adquirió los yacimientos, como también hizo en esas fechas con otras minas de la zona —Castillo de Buitrón o Poderosa—. Tras un período de declive e inactividad en 1945 los yacimientos fueron adquiridos por el empresario catalán Joaquín Ribera Barnola, cuya explotación arrendó a la empresa Electrólisis del Cobre. La actividad minera en la zona cesó en 1989.
En la actualidad la corta, que se encuentra inundada, tiene unas dimensiones 430 metros de largo por 150 metros de ancho y una profundidad de 15 metros.